# ريكاردو غونزاليس دافيلا
ريكاردو غونزاليس دافيلا (بالإسبانية: Ricardo González Dávila)‏ هو مدرب كرة سلة إسباني، ولد في 26 مايو 1972 في مدريد في إسبانيا.